# Karl Krolow
Karl Krolow (Hannover, 11 de marzo de 1915 - Darmstadt, 21 de junio de 1999), poeta e hispanista alemán.

## Biografía
Creció en la ciudad de Hannover y estudió Germanística, Románicas, Filosofía e Historia del Arte primero en Gotinga y luego en Breslau (1935-1942). Miembro de las Juventudes Hitlerianas desde 1934, se inscribió en 1937 en el Partido Nacionalsocialista alemán.
 
Ya escritor profesional en Gotinga desde 1942, Krolow se trasladó a Hannover (1952) y por fin a Darmstadt (1956), donde residió hasta su muerte.
Krolow es considerado ya desde los años cincuenta del siglo XX como uno de los más significativos poetas de la Alemania de Posguerra. También cultivó la prosa y ejerció como traductor del francés y del español. Fue miembro del PEN club alemán y de la Academia de la lengua y literatura, así como de varios otros organismos científico-culturales. Obtuvo el Premio Büchner de 1956 y numerosos reconocimientos oficiales, entre ellos el Premio Rainer Maria Rilke de Poesía en 1975 y el Premio Friedrich Hölderlin de 1988.

## Obras (selección)
- Hochgelobtes gutes Leben, Hamburgo 1943
- Gedichte, Costanza 1948
- Aspekte zeitgenössischer deutscher Lyrik, Gütersloh 1961
- Ausgewählte Gedichte, Frankfurt, 1962
- Die Rolle des Autors im experimentellen Gedicht, Wiesbaden 1962
- Gesammelte Gedichte (1965-1997), Frankfurt
- Poetisches Tagebuch, Frankfurt 1966
- Bürgerliche Gedichte, Hamburgo 1970 (con el pseudónimo de Karol Kröpcke)
- Im Diesseits verschwinden, Frankfurt 2002